# Nadia Davids
Nadia Davids (Ciudad del Cabo,Sudáfrica,1977) es una dramaturga, novelista y autora de cuentos y guiones sudafricanos. Su trabajo ha sido publicado, producido y representado en el sur de África, Europa y Estados Unidos. En 2013 ganó el premio Philip Leverhulme. Su obra What Remains ganó cinco premios Fleur du Cap Theatre. En 2017, fue elegida presidenta de PEN Sudáfrica.

## Biografía
Nadia Davids creció en Ciudad del Cabo. Fue a la escuela para niñas Zonnebloem, una de las escuelas más antiguas y con más historia de El Cabo, ubicada en el límite del Distrito Seis, y luego en la escuela St Cyprian.En junio de 2008, recibió un doctorado en teatro de la Universidad de Ciudad del Cabo (UCT) por su tesis titulada "Inherited Memories; Performing the Archive".Su tesis exploraba la historia, la memoria y el trauma de los traslados forzosos del Distrito Seis en el marco de las Áreas de Grupo. Actúa durante la era del apartheid en Sudáfrica, a través de la lente de la performance y una lectura pionera de la teoría de la posmemoria de Marianne Hirsch en el paisaje del Distrito Seis.
Entre 2000 y 2005 obtuvo una beca Mellon y fue académica en 2001 visitante en UC Berkeley y entre 2004 y 2005 de la Universidad de Nueva York. En 2013 Ganó el premio Philip Leverhulme. Durante 2008-2010 fue una de las 10 dramaturgas que participaron en el Laboratorio de Dramaturgas del Women's Project Theatre, con sede en Nueva York.
Nadia Davids asumió en septiembre de 2009 un puesto de profesora a tiempo completo en el Departamento de Drama de la Universidad Queen Mary de Londres. En 2017 fue elegida presidenta de PEN Sudáfrica, reemplazando a Margie Orford en el cargo. En 2018, se incorporó al Departamento de Inglés de la Universidad de Ciudad del Cabo como profesora asociada, donde impartió clases hasta junio de 2022.
En 2020, inició el podcast de la organización The Empty Chair, que reúne a escritores sudafricanos y estadounidenses en una conversación sobre literatura y justicia social.

## Obras
El trabajo de Nadia Davids se difunde a través de una variedad de formas (artículos de revistas, presentaciones en vivo, textos de obras de teatro publicados, documentales cinematográficos, una novela) a una variedad de audiencias (comercial, académica/educativa):
- At Her Feet (2002–12), un espectáculo unipersonal centrado en las identidades de las mujeres musulmanas del Cabo después del 11 de septiembre, interpretado por la aclamada actriz sudafricana Quanita Adams, y Cissie (2008–11), una obra que explora la biografía feminista, la historiografía de El Distrito Seis y la narración de archivos a través de la imaginación teatral de la vida de la activista contra el apartheid Cissie Gool sirven como buenos ejemplos. At Her Feet se presentó por primera vez en el Arena Theatre en 2002 y Cissie debutó en el Festival Nacional de las Artes en Grahamstown en julio de 2008.

Ambas obras han obtenido premios y nominaciones de teatro (cinco premios Fleur du Cap Theatre Awards, un Noma, un Naledi ), y han sido representadas internacionalmente (en África, Europa, Estados Unidos en lugares como Market Theatre, Baxter Theatre, Southbank Center, y en el Festival Nacional de las Artes de Grahamstown, Afrovibes y la Feria del Libro de Londres ). Las obras se estudian en diversas universidades (Universidad de Ciudad del Cabo, Universidad de Stanford, Universidad de Nueva York, SOAS, Universidad de Warwick y Universidad de York ) y son escenarios de escuelas secundarias en toda Sudáfrica.En estos contextos, se entiende que abren espacios inesperados en los que las vidas de las mujeres sudafricanas (específicamente musulmanas de Capeton) asumen el foco central. At Her Feet fue una de las primeras obras teatrales que surgió en respuesta al 11 de septiembre y sigue siendo una de las únicas obras que narra la vida de las mujeres musulmanas de Capeton. Descrito por Njabulo Ndebele como "Inolvidable... Arte del más alto nivel", regresó al Baxter en 2018 para su última edición protagonizada por Quanita Adams.
- La primera novela de Davids, An Imperfect Blessing, fue publicada en abril de 2014 por Random House Struik-Umuzi,[10] y en diciembre de 2014 fue anunciada como uno de los tres libros preseleccionados para el Premio Etisalat de Literatura.[11][12] La novela fue preseleccionada para el premio Sunday Times [13] y preseleccionada para el premio UJ.[14]

- Su obra más reciente, What Remains, sobre la esclavitud, el Cabo, la ciudad embrujada y el ahora, se presentó en el Festival Principal del Festival Nacional de las Artes de Grahamstown en 2017. Dirigida por Jay Pather, contó con Denise Newman, Faniswa Yisa, Shaun Oelf y Buhle Ngaba.[15]

What Remains se agotó en Grahamstown, se agotó en Hiddingh Hall en Ciudad del Cabo y tocó en el Festival Afrovibes 2017 en Holanda. What Remains fue aclamado como una "hermosa obra maestra" en Cape Times. Más tarde fue nominada a siete premios Fleur du Cap Theatre y ganó cinco, incluyendo Mejor Obra Nueva de Sudáfrica, Mejor Director, Mejor Reparto, Mejor Actriz y Mejor Diseño de Iluminación. Un extracto de What Remains aparece en la antología de 2019 de Margaret Busby, New Daughters of Africa.
- En mayo de 2016, presentó un podcast de la BBC sobre Shakespeare en Sudáfrica.[17]

- En 2022, el Teatro Baxter de Ciudad del Cabo presentó su obra más reciente, Hold Still, "una visión desafiante de las cuestiones de la migración, vista a través de los ojos de una familia todavía atormentada por los fantasmas del pasado".[18]

El guión de Davids fue descrito como "una obra de belleza: lírica, inteligente, contemporánea, cuestionadora"  y como "dramáticamente tensa, pero crea un espacio para el lirismo, con agudos intercambios de diálogo compensados por monólogos poéticos. También es, por giros, conmovedor y políticamente astuto; aborda la actualidad de frente sin pontificar ni comprometer la inmersión del público en el mundo de la obra." 

## Premios y reconocimientos
- En la categoría de Mejor directora revelación en 2004 por A sus pies ganadora del premio Rosalie van der Gught en los premios Fleur de Cap  [21]
- En 2006 finalista del premio South Africa Pen Award otorgado por el premio Nobel JM Coetzee por su cuento "Safe Home", y en 2009 quedó en tercer lugar por "The Visit" [22]
- por su obra At Her Feet en 2007 nominada al Premio Noma.[23]
- Nominada a tres premios Fleur du Cap, incluida "Mejor obra novel sudafricana" por Cissie en 2008.[cita requerida]</link>
- Premio Philip Leverhulme por su investigación sobre Prestwich Place, un cementerio de esclavos en Ciudad del Cabo
- Nominada a siete premios Fleur du Cap por What Remains en 2017. La obra ganó en cinco categorías: Mejor Obra Nueva de Sudáfrica (Nadia Davids), Mejor Director (Jay Pather), Mejor Reparto, Mejor Actriz (Faniswa Yisa) y Mejor Diseño de Iluminación.
- Premio Olive Schreiner de Drama 2020, por What Remains: A Play in One Act [24]